# Сладковский, Александр Витальевич
Александр Витальевич Сладковский (род. 20 октября 1965, Таганрог, Ростовская область) — российский дирижёр.
Художественный руководитель и главный дирижёр Государственного академического симфонического оркестра Республики Татарстан, народный артист Российской Федерации (2016), народный артист Республики Татарстан (2020), лауреат III Международного конкурса имени С. С. Прокофьева (1999). Удостоен Международной премии имени Сергея Рахманинова в номинации «Специальный проект во имя Рахманинова» (2019), первый обладатель Большой оркестровой премии «440 герц» в номинации «Дирижёр» (2022).

## Биография
Родился в 1965 году в Таганроге.
Окончил Московскую консерваторию с золотой медалью и Санкт-Петербургскую консерваторию им. Н. А. Римского-Корсакова (класс профессора В. А. Чернушенко). Лауреат III Международного конкурса имени С. С. Прокофьева.
Как дирижёр дебютировал в оперной студии Санкт-Петербургской консерватории с оперой Моцарта «Так поступают все». Был главным дирижёром Государственного театра оперы и балета Санкт-Петербургской консерватории. В 2005 году был приглашён Марисом Янсонсом в качестве ассистента для постановки оперы Ж. Бизе «Кармен», а в 2006 году — Мстиславом Ростроповичем для участия в постановке программы «Неизвестный Мусоргский» (обе постановки в Санкт-Петербургской консерватории).
Являлся главным дирижёром Капеллы Санкт-Петербурга (2004—2006) и дирижёром Государственного симфонического оркестра «Новая Россия» (2006—2010).
С 2010 года по настоящее время — художественный руководитель и главный дирижёр Государственного академического симфонического оркестра Республики Татарстан. За четырнадцать лет работы в ГАСО РТ Сладковский радикально изменил ситуацию, выведя оркестр на качественно новый уровень и значительно повысив статус коллектива в музыкально-общественной жизни Республики Татарстан и всей страны.
Государственный академический симфонический оркестр Республики Татарстан под руководством Александра Сладковского — первый российский региональный коллектив, записанный на телеканалах Medici.tv и Mezzo. В 2014 году ГАСО РТ и Александр Сладковский приняли участие в фестивале La Folle Journée в Японии. В 2016 году оркестр впервые за всю историю дал концерты в рамках Европейского тура в Брукнерхаусе (Линц) и в Золотом зале Мюзикферайн (Вена). В декабре 2018 года состоялись первые гастроли ГАСО РТ в Китае, а в 2019 году оркестр под управлением Александра Сладковского принял участие в фестивале La Folle Journée во Франции и Японии и в Международном фестивале фортепианной музыки В Ла-Рок-д’Антерон. Также ГАСО РТ и Александр Сладковский побывали с гастролями в Турции (2015), Словакии (2016), Швейцарии (2016, 2017), Германии (2016), Испании (2017, 2020), Дубае (2022), Омане (2022), Китае (2018, 2023).
С приходом Александра Сладковского для Госоркестра Татарстана началась эпоха амбициозных звукозаписывающих проектов на мировых лейблах. В 2012 г. ГАСО РТ под управлением Александра Сладковского записал Антологию музыки композиторов Татарстана и альбом «Просветление» (в диск вошли симфония «Манфред» П. И. Чайковского и симфоническая поэма «Остров мертвых» С. В. Рахманинова) на лейблах SONY MUSIC и RCA RED SEAL. В 2016 году совместно со звукозаписывающей компанией «Мелодия» реализовано несколько глобальных музыкальных проектов: запись трех симфоний Г. Малера (№ 1, 5, 9), а также запись всех симфоний и инструментальных концертов Д. Шостаковича. В мае 2020 года состоялся цифровой релиз бокс-сета «Чайковский-2020» — запись всех симфоний и инструментальных концертов П. И. Чайковского на лейбле Sony Classical, приуроченная к 180-летию со дня рождения великого композитора. В августе 2020 года ГАСО РТ под управлением Александра Сладковского осуществил запись симфонических произведений С. Рахманинова на лейбле Sony Classical. Концерты-презентации бокс-сета «Сергей Рахманинов. Симфоническая коллекция» прошли в марте 2021 года в Москве, Санкт-Петербурге и Казани. В июле 2021 года состоялась запись всех симфоний Л. ван Бетховена и музыки балетов И. Стравинского. В марте 2023 года состоялся релиз альбома Rachmaninioff, выпущенного ГАСО РТ и Александром Сладковском на виниле к 150-летию композитора. В 2024 г. вышли ещё три альбома оркестра и Маэстро на виниле — Симфонии № 3, № 5 и № 8 Л. ван Бетховена.
ГАСО РТ под управлением художественного руководителя и главного дирижера Александра Сладковского является на данный момент первым и единственным региональным оркестром, который удостоился чести иметь собственный ежегодный абонемент в Московской государственной академической филармонии.
Организованные Александром Сладковским и ГАСО РТ международные музыкальные фестивали — «Рахлинские сезоны», «Белая сирень», «Казанская осень», Concordia, Органный фестиваль, а также фестивали «Денис Мацуев у друзей», «Творческое открытие», «Мирас» признаны одними из самых ярких событий в культурной жизни Татарстана и России. Александр Сладковский учредил проект «Достояние республики» для одаренных воспитанников музыкальных школ и студентов консерватории, образовательные проекты для школьников Казани «Уроки музыки с оркестром» и «Волшебные струны оркестра», благотворительные проекты «Исцеление музыкой» для инвалидов и тяжело больных детей. В 2012 году по инициативе Александра Сладковского и Управления культуры города Казани был создан Молодежный симфонический оркестр Республики Татарстан, в состав которого вошли учащиеся детских музыкальных школ Казани в возрасте от 9 до 18 лет. За годы своего существования оркестр дал уже свыше 150 концертов в городах Республики Татарстан и России, а также за рубежом.
В 2019 году удостоен Международной премии имени Сергея Рахманинова в номинации «Специальный проект во имя Рахманинова» за особое внимание к его творчеству и за организацию Международного фестиваля «Белая сирень», посвящённого великому русскому композитору.
По приглашению ректора Казанской государственной консерватории им. Н. Г. Жиганова с 2021 года стал профессором кафедры оперно-симфонического дирижирования КГК им. Н. Г. Жиганова.
В 2022 году стал первым обладателем Большой оркестровой премии «440 герц» в номинации «Дирижёр».

## Награды и звания
- Орден «Дуслык» (16 октября 2015 года, Республика Татарстан, Россия) — за особый вклад в развитие музыкального искусства и многолетнюю плодотворную деятельность[2][3]
- Народный артист Российской Федерации (31 марта 2016 года) — за большие заслуги в области театрального, кинематографического и музыкального искусства[4]
- Народный артист Республики Татарстан
- Международная премия имени Сергея Рахманинова в номинации «Специальный проект во имя Рахманинова» (2019)
- Большая оркестровая премия «440 герц» в номинации «Дирижёр» (2022)
- Лауреат премии Олега Янковского «Творческое открытие 2011—2012»
- Дирижёр года в России по версии газеты «Музыкальное обозрение» (2011 год)
- Победитель конкурса «Благотворитель года — 2011»
- Победитель конкурса «Благотворитель года — 2013»
- Почётный доктор международной кафедры ЮНЕСКО Университета управления «ТИСБИ» (Казань, Россия)
- Награждён Благодарственным письмом Президента РТ за активное участие в строительстве Первого детского хосписа в РТ

## Дискография
- «Антология музыки композиторов Татарстана» (2012)
- «Просветление» (2013)
- Г. Малер. Симфонии № 1, 5, 9 (2016)
- Александр Сладковский. Шостакович: все концерты (2017)
- Александр Сладковский. Шостакович: все симфонии (2017)
- «Чайковский — 2020» (2020)
- «Сергей Рахманинов. Симфоническая коллекция» (2021)
- «Stravinsky. Ballet essentials» (2022)